# Rani Rosius
Rani Rosius (Genk, 25 aprile 2000) è una velocista belga, ha vinto la medaglia d'argento ai Giochi europei nei 100 metri piani.

## Progressione

### 100 metri piani
| Stagione | Misura | Luogo      | Data      | Rank. Mond. |
| -------- | ------ | ---------- | --------- | ----------- |
| 2023     | 11"20  | Oordegem   | 27-5-2023 |             |
| 2022     | 11"28  | Gentbrugge | 26-6-2022 |             |
| 2021     | 11"33  | Dessau     | 21-5-2021 |             |
| 2020     | 11"39  | Bruxelles  | 16-8-2020 |             |
| 2019     | 11"45  | Gand       | 22-4-2019 |             |
| 2018     | 11"78  | Deinze     | 19-5-2018 |             |
| 2017     | 12"11  | Bruges     | 15-8-2017 |             |
| 2016     | 12"37  | Herentals  | 4-9-2016  |             |

### 200 metri piani
| Stagione | Misura | Luogo          | Data      | Rank. Mond. |
| -------- | ------ | -------------- | --------- | ----------- |
| 2023     | 23"46  | Gand           | 18-5-2023 |             |
| 2022     | 23"60  | Gentbrugge     | 26-6-2022 |             |
| 2021     | 23"49  | Bruxelles      | 26-6-2021 |             |
| 2020     | 23"90  | Bruxelles      | 9-8-2020  |             |
| 2019     | 24"17  | Bruxelles      | 1-9-2019  |             |
| 2018     | 24"56  | Heusden-Zolder | 12-5-2018 |             |
| 2017     | 25"42  | Bruges         | 15-8-2017 |             |
| 2016     | 26"04  | Herentals      | 3-9-2016  |             |

### 60 metri piani indoor
| Stagione | Misura | Luogo      | Data      | Rank. Mond. |
| -------- | ------ | ---------- | --------- | ----------- |
| 2022/23  | 7"15   | Istanbul   | 3-3-2023  |             |
| 2021/22  | 7"30   | Düsseldorf | 20-2-2022 |             |
| 2020/21  | 7"27   | Gand       | 6-2-2021  |             |
| 2019/20  | 7"31   | Gand       | 26-1-2020 |             |
| 2018/19  | 7"43   | Gand       | 9-2-2019  |             |
| 2017/18  | 7"59   | Gand       | 3-3-2018  |             |
| 2016/17  | 7"69   | Gand       | 5-3-2017  |             |
| 2015/16  | 8"07   | Gand       | 21-1-2016 |             |

## Palmarès
| Anno | Manifestazione  | Sede      | Evento      | Risultato  | Prestazione | Note  |
| ---- | --------------- | --------- | ----------- | ---------- | ----------- | ----- |
| 2019 | Europei U20     | Borås     | 4x100 m     | dq         | dq          |       |
| 2021 | Europei indoor  | Toruń     | 60 m piani  | Semifinale | 7"29        | [ 1 ] |
| 2021 | Europei U23     | Tallinn   | 100 m piani | Argento    | 11"43       |       |
| 2021 | Europei U23     | Tallinn   | 4x100 m     | dq         | dq          |       |
| 2022 | Mondiali indoor | Belgrado  | 60 m piani  | Batteria   | 7"33        | [ 2 ] |
| 2022 | Europei         | Monaco    | 100 m piani | Semifinale | 11"53       |       |
| 2022 | Europei         | Monaco    | 4x100 m     | 6ª         | 43"98       |       |
| 2023 | Europei indoor  | Istanbul  | 60 m piani  | 4ª         | 7"15        | [ 3 ] |
| 2023 | Giochi europei  | Chorzów   | 100 m piani | Argento    | 11"20       | =     |
| 2023 | Mondiali        | Budapest  | 100 m piani | Semifinale | 11"20       |       |
| 2024 | Mondiali indoor | Glasgow   | 60 m piani  | 6ª         | 7"14        |       |
| 2024 | World Relays    | Nassau    | 4×100 m     | Batteria   | dnf         |       |
| 2024 | Europei         | Roma      | 100 m piani | Semifinale | 11"25       |       |
| 2024 | Europei         | Roma      | 4x100 m     | 6ª         | 43"48       |       |
| 2024 | Giochi olimpici | Parigi    | 100 m piani | Semifinale | 11"29       |       |
| 2024 | Giochi olimpici | Parigi    | 4×100 m     | Batteria   | dq          |       |
| 2025 | Europei indoor  | Apeldoorn | 60 m piani  | 5ª         | 7"10        |       |
| 2025 | Mondiali indoor | Nanchino  | 60 m piani  | 7ª         | 7"14        |       |
| 2025 | World Relays    | Guangzhou | 4x100 m     | 6ª         | 42"85       |       |

## Campionati nazionali
- 3 volte campionessa nazionale belga dei 60 metri piani indoor (2021, 2022, 2023)
- 3 volte campionessa nazionale belga dei 100 metri piani (2020, 2021, 2022)

2019
- Argento ai campionati belgi indoor (Gand), 60 m piani - 7"43
- Argento ai campionati belgi (Bruxelles), 100 m piani - 11"67
- Bronzo ai campionati belgi (Bruxelles), 200 m piani - 24"17

2020
- Argento ai campionati belgi indoor (Gand), 60 m piani - 7"37
- Oro ai campionati belgi (Bruxelles), 100 m piani - 11"39
- Bronzo ai campionati belgi (Bruxelles), 200 m piani - 23"90

2021
- Oro ai campionati belgi indoor (Louvain-la-Neuve), 60 m piani - 7"39
- Oro ai campionati belgi (Bruxelles), 100 m piani - 11"39
- Argento ai campionati belgi (Bruxelles), 200 m piani - 23"49

2022
- Oro ai campionati belgi indoor (Louvain-la-Neuve), 60 m piani - 7"35
- Oro ai campionati belgi (Gand), 100 m piani - 11"28
- Bronzo ai campionati belgi (Bruxelles), 200 m piani - 23"60

2023
- Oro ai campionati belgi indoor (Gand), 60 m piani - 7"20

## Altre competizioni internazionali
2019
- Oro ai Campionati europei a squadre - First League ( Sandnes), staffetta 4x100 m - 44"53

2021
- Argento ai Campionati europei a squadre - First League ( Cluj-Napoca), 100 m piani - 11"44
- Argento ai Campionati europei a squadre - First League ( Cluj-Napoca), staffetta 4x100 m - 44"39
- 8ª al Memorial Van Damme ( Bruxelles), 200 m piani - 23"79

2023
- Argento ai Campionati europei a squadre - Prima divisione, ( Chorzów), 100 m piani - 11"20 =